# Stanisław Leszek Olszewski

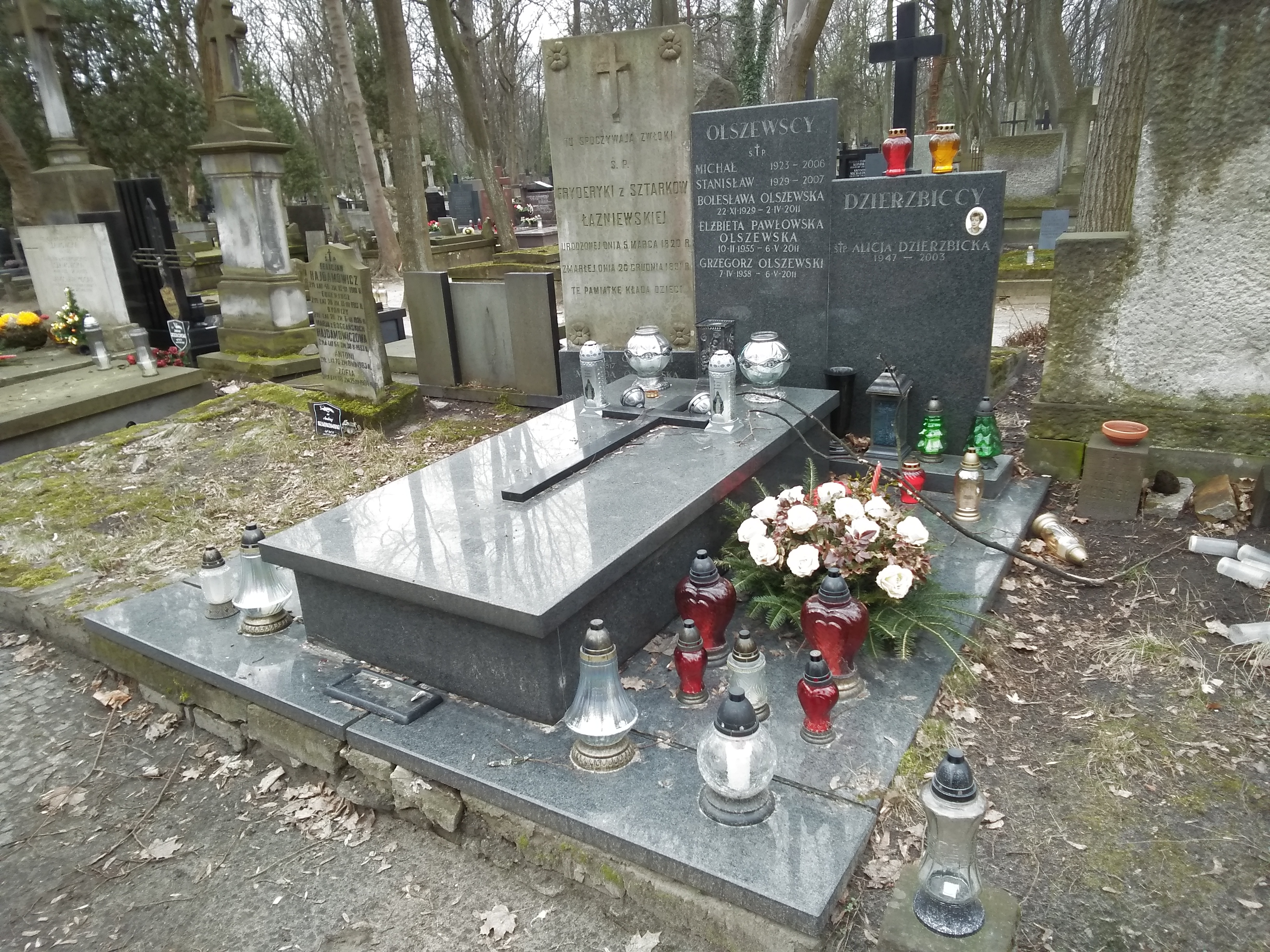
Grób Stanisława Olszewskiego na cmentarzu Powązkowskim

Stanisław Leszek Olszewski (ur. 6 maja 1929 w Terebieżowie na Kresach Wschodnich, II Rzeczypospolitej, zm. 14 września 2007 w Warszawie) – polski działacz spółdzielczy, społeczny i turystyczny.

## Życiorys
Zesłaniec syberyjski (1940–1946), absolwent Szkoły Głównej Handlowej w Warszawie.
Wieloletni działacz spółdzielczości mieszkaniowej. Od 1960 prezes Pruszkowskiej Spółdzielni Mieszkaniowej, od 1965 wiceprezes Warszawskiej Spółdzielni Mieszkaniowej (WSM), od 1970 prezes WSM Ochota. W latach 1975–1984 pierwszy prezes Spółdzielni Budownictwa Mieszkaniowego „Ursynów”. Przy udziale Olszewskiego zbudowano w Warszawie ponad 50.000 mieszkań.
Był członkiem Polskiego Towarzystwa Turystyczno-Krajoznawczego, współzałożycielem Oddziału Żoliborskiego WSM-PTTK, oraz Oddziału PTTK na Ursynowie w Warszawie. Wiceprezes Warszawskiego Stowarzyszenia Rodzina Policyjna 1939, przewodniczący Kapituły Honorowego Medalionu Pamięci Pieta Miednoje 1940, członek Związku Sybiraków.
W 2003 w uznaniu zasług dla Stolicy Rzeczypospolitej Polskiej uhonorowany został Nagrodą Miasta Stołecznego Warszawy.
Został pochowany 21 września 2007 na cmentarzu Powązkowskim w Warszawie (kwatera K-5-25/26).

## Odznaczenia i wyróżnienia
- Krzyż Oficerski Orderu Odrodzenia Polski
- Krzyż Kawalerski Orderu Odrodzenia Polski
- Krzyż Komandorski Orderu św. Stanisława (niepaństw.)
- Krzyż Zesłańców Sybiru
- Odznaka Honorowa Sybiraka
- Złota Honorowa Odznaka PTTK
- Nagroda Miasta Stołecznego Warszawy[2]

## Autor książki
- Zaprószyć serce tęsknotą, Warszawa 2006, Oficyna Wydawniczo-Poligraficzna „Adam”, ISBN 83-7232-735-1